# Conselho de Transição do Sul

Selo oficial do Conselho de Transição do Sul do Iêmen.

O Conselho de Transição do Sul ou Conselho Transitório do Sul (Almajlis Alaintiqali Aljanubi; em árabe:  المجلس الانتقالي الجنوبي) é uma instituição executiva colegiada de caráter secessionista, não reconhecida pela comunidade internacional e proclamada em 11 de maio de 2017, durante a Guerra Civil Iemenita por Aidarus al-Zoubaidi e Hani Bin Breik.
No final de Abril de 2017, o governador da província de Áden Aidarus al-Zoubaidi foi destituído por Hadi acusado de deslealdade para com ele e ligações com o Movimento do Sul. Em 3 de maio, grandes manifestações foram realizadas em Aden para protestar contra a decisão de Hadi. O Conselho Transitório do Sul seria formado em maio de 2017, sendo composto por 26 membros e liderado por Aidarus al-Zoubaidi como presidente, com Hani Bin Breik como vice-presidente.
A instituição é apoiada pelos Emirados Árabes Unidos visando conter a Al-Islah, partido vinculado a Irmandade Muçulmana. O Conselho de Cooperação do Golfo condenou a formação do Conselho, enquanto a Liga Árabe se declara "preocupada". Finalmente, depois da formação da instância, Hadi chamou o conselho de "ilegítimo".